# Punto muerto (película de 2019)
Punto muerto es una película de Argentina filmada en blanco y negro dirigida por Daniel de la Vega sobre su propio guion que se estrenó el 3 de octubre de 2019 y que tuvo como actores principales a Osmar Núñez, Luciano Cáceres, Natalia Lobo y Rodrigo Guirao Díaz.

## Sinopsis
Un escritor es asesinado siguiendo el mismo procedimiento que su colega acaba de incluir en una nueva novela que motivara la admiración de todos por su nuevo hallazgo en la resolución del clásico enigma del crimen en el cuarto cerrado. En virtud de las circunstancias que rodean aquel asesinato, el novelista es acusado de su autoría y debe apelar a toda su habilidad para probar su inocencia  encontrando al verdadero asesino. El director y guionista bautizó al protagonista Luis Peñafiel, como homenaje a su colega Chicho Ibáñez Serrador que utilizara ese seudónimo e incluye citas a la colección Séptimo Círculo creada por Jorge Luis Borges y Adolfo Bioy Casares y uno de sus personajes es una aristocrática gestora cultural de apellido Ocampo en clara alusión a Victoria Ocampo.

## Reparto
Participaron del filme los siguientes intérpretes:
- Osmar Núñez...	Luís Peñafiel
- Luciano Cáceres...	Edgar Dupuin
- Natalia Lobo...Irene Ocampo
- Rodrigo Guirao Díaz…Gregorio Lupus
- Daniel Miglioranza...Comisario Inspector Riverdette
- Diego Cremonesi...Agente Inspector
- Nicolás Galvagno...Botones
- Gustavo Hodara...Conserje
- Diego Sampayo...	Policía
- Gonzalo García Luna...Policía
- Sergio Boris...Carlos Christensen
- Enrique Liporace...Schrodinguer
- Julio Luparello...Policía de la Capital
- María Eugenia Rigon...Marie Rathbone
- Walter Aguirre...Extra
- Alejandra Leiva...	Extra
- Claudia Fischieta...Extra
- Gladys Pérez Pereira...	Extra
- Noelia D'Agostino...Extra
- Mirna Senger...Extra
- Mabel Cohen...Extra
- Marina Risso...Extra
- Horacio Maldonado...Extra
- Daniel Lafalce...	Extra
- Fabián Caero...	Extra
- Alejandro Vici...	Extra
- Cristian Rega...Extra
- Ángel Veizaga...	Extra
- Marcos Palmeira...Extra
- Guillermo Cusido...Extra
- Favio López…Extra
- Laura Navarro...	Extra
- Hernán Moyano...Extra
- Marcelo Páez Cubells	...Extra
- Mercedes Quintana...	Extra
- Agustín Maldonado...	Extra
- Susana Francica	...Extra
- Alejandra Wisky	...Extra

## Comentarios
Paraná Sendrós en Ámbito Financiero opinó:

”El tren, la estación, el paisaje de fondo, el hotel donde se desarrollará la intriga, todo es como en las películas de antes, entera y evidentemente filmadas en estudios, y todo disfruta de la amable “suspensión de la incredulidad” que le concede gustosamente el público…Así es Punto muerto, regocijante intriga policial de estilo clásico, que brinda con equipos modernos, un singular homenaje al cine de los viejos, hermosos tiempos, y a los novelistas de aquel entonces, cuyo ingenio se mantiene fresco…excelente, muy adecuada fotografía en blanco y negro…y muy lindo elenco.” 

Juan Pablo Cinalli en Página 12 opinó:

”… la historia se desarrolla en un escenario que termina de crear el ambiente adecuado: un seminario de literatura policial que se realiza en un señorial hotel de campo...Filmada en un expresivo blanco y negro, De la Vega le insufla al relato cierto espíritu victoriano, al mismo tiempo que alude a la escena literaria local de la primera mitad del siglo XX.... El tono recargado de las actuaciones también remite a viejas estéticas cinematográficas, misma dirección en la que apunta el personaje de un inspector llamado Christensen. Más allá del juego alusivo, emergente de una voluntad celebratoria, Punto muerto se aferra demasiado a los trucos formalistas, así en lo narrativo como en lo visual, y por esa vía acaba retorciendo en exceso su propio imaginario. Es cierto que el detalle puede representar un lastre, pero no alcanza a arruinar la experiencia.

Guilherme de Alencar Pinto en La Diaria escribió:

”...pretende un abordaje paródico de una historia de crimen y misterio, pero tiene un guion tonto, actores que parecen salidos de una troupe de teatro infantil aficionado, y la glosa de cine noir está realizada con torpeza”

## Nominación
Horrorant Film Festival 'Fright Nights' 2019
- Nominada al Premio del Festival en la competencia Panorama.